# Lance Gooden

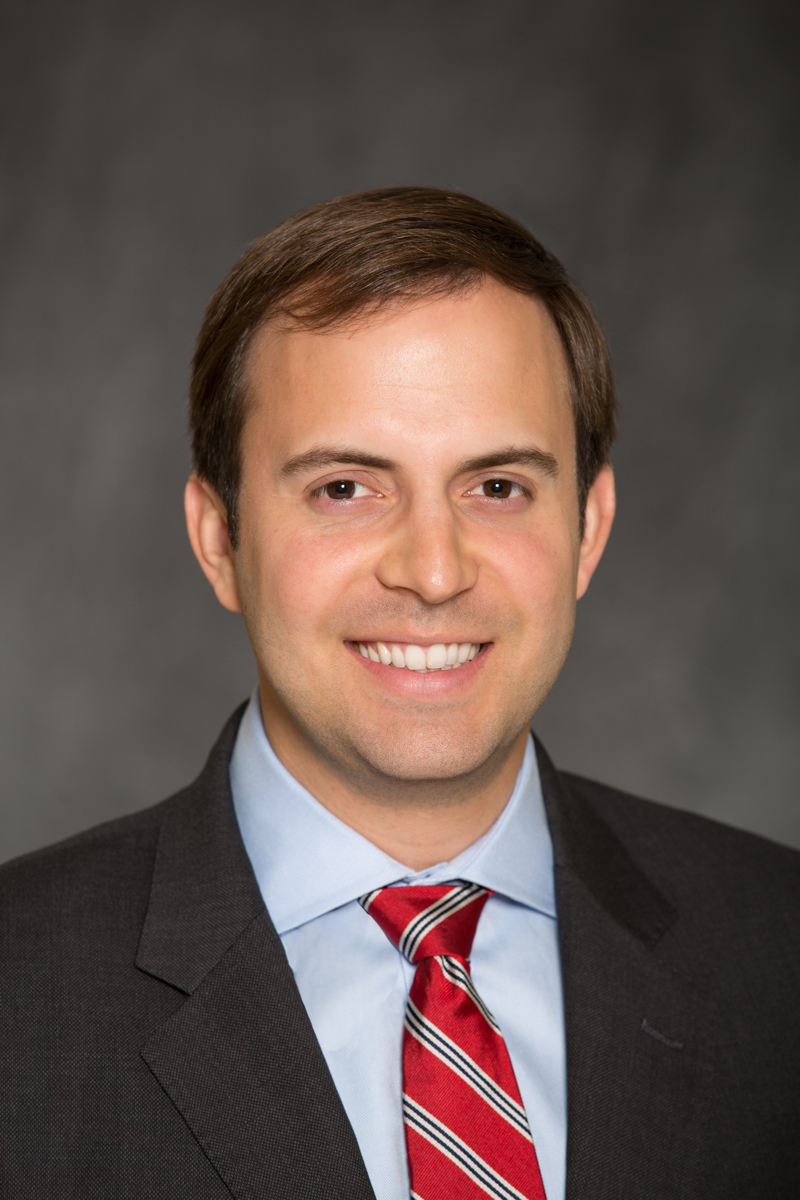
Lance Gooden 2013

Lance Carter Gooden (* 1. Dezember 1982) ist ein amerikanischer Politiker der Republikanischen Partei. Er ist seit Januar 2019 Mitglied  des Repräsentantenhauses für den fünften Distrikt von Texas. Vorher war er Abgeordneter im Repräsentantenhaus des Staates Texas.  

## Leben
Lance Gooden wuchs in  Terrell, Texas auf und besuchte dort die Schule. Er studierte an der University of Texas at Austin Finanzwesen und öffentliche Verwaltung. Er war zuletzt als Berater für Risikomanagement und Versicherungen für Firmen des Energiesektors tätig.
Gooden ist seit 2016 verheiratet. Das Paar lebt in Terrell und hat einen Sohn und eine Tochter.

## Politik

### Repräsentantenhaus von Texas
2010 wurde Gooden für den vierten Bezirk in das Repräsentantenhaus von Texas gewählt. Er trat sein Amt im Januar 2011 an und wurde 2012 für weitere zwei Jahre im Amt bestätigt. Bei den folgenden Wahlen 2014 unterlag er in den republikanischen Vorwahlen Stuart Spitzer und schied im Januar 2015 aus dem Amt aus. In den nächsten Wahlen 2016 trat Gooden wieder gegen Spitzer im gleichen Bezirk an. Er konnte die Primaries ebenso wie die allgemeine Wahl für sich entscheiden und übte das Mandant von Januar 2017 bis Januar 2019 aus. In der letzten Legislaturperiode war Gooden Mitglied der Ausschüsse für Versicherung und Erziehung.

### U.S. Repräsentantenhaus
Bei den Wahlen zum US-Repräsentantenhaus 2018 trat Goorden für den fünften Bezirk an. Er war in den Republikanischen Vorwahlen mit 17,5 % der Stimmen der erfolgreichste von 6 Kandidaten und wurde in der Stichwahl bestätigt. Bei den allgemeinen Wahlen erreichte er 62,3 % der Stimmen gegen den Kandidaten der Demokraten der 37,5 % erhielt. Er trat sein Mandant am 3. Januar 2019 an.
Bei der Vorwahl zur Kongresswahl 2020 gewann er klar mit 83,6 %. Die Wahlen zum Repräsentantenhaus des 117. Kongresses im November 2020 konnte er ebenfalls gegen die Demokratin Carolyn Salter mit 62 % gewinnen.
Gooden stimmte am 6. Januar 2021 gegen die Zertifizierung des Wahlergebnisses der Präsidentschaftswahl 2020 und später gegen die Amtsenthebung von Donald Trump in dessen zweiten Amtsenthebungsverfahren.
Bei der folgenden Kongresswahl 2022 hatte Gooden in den Vorwahlen keinen Herausforderer, während sich bei den Demokraten Tartisha Hill für die Hauptwahl im November qualifizierte. Er besiegte Hill bei der Wahl zum 119. Kongress mit 64 %. Bei der folgenden Wahl zum 119. Kongress hatten weder Lance Gooden noch die Demokratin Ruth Torres parteiinterne Herausforderer. Die eigentliche Wahl zum Repräsentantenhaus 2024 entschied er dann mit 64,1 % für sich.
Seine aktuelle Legislaturperiode im Repräsentantenhaus des 119. Kongresses läuft noch bis zum 3. Januar 2027.